# プレミアムコント
『プレミアムコント』は、NHK BSプレミアムで2013年4月から2016年8月まで放送されたコント番組の放送枠。

## 概要
毎週金曜日、22時台に放送。放送された（されている）番組名は以下の通り（特別編成による休止を除く）。
- 2013年4月 - 2015年3月
  - 最終金曜 - 『コントの劇場 〜The Actors' Comedy〜』（当該項目を参照のこと）
  - それ以外の金曜 - 『七人のコント侍』[1]（本項で詳述）
- 2015年4月 - 2016年8月
  - 『七人のコント侍』がレギュラー化。
  - 2015年8月 - 9月放送分は『爆笑ファクトリーハウス 笑けずり』（本項で詳述）が放送され、その間『七人のコント侍』は休止となった。
  - 『七人のコント侍』は2016年8月12日の放送をもって終了。
- 2016年9月 - 10月
  - 『笑けずり シーズン2〜コント編〜』（本項で詳述）が放送された。

## 七人のコント侍
約2〜4ヶ月単位で入れ替わる7人の出演者が、時事問題を取り扱ったコントを演ずる。番組開始から2015年12月までは芸人6人と女性タレント1人、2016年1月からは芸人5人とタレント2人で構成。原則、コントはスタジオ収録で、1 - 2本のコントの合間には、メンバーの1人がメインを務めるミニコーナー（作画を担当して出演者とアテレコしたショートアニメや、シリーズ物のショートコント）が挿入される。2015年春季改編でレギュラー化が決定。2016年度からオープニングとロゴが変更された。

### 出演者
第1期（パイロット版2回及び2013年4・5月）
- 木下隆行（TKO）
- 伊達みきお（サンドウィッチマン）
- 田中卓志（アンガールズ）
- 春日俊彰（オードリー）
- 西野亮廣（キングコング）
- 江上敬子（ニッチェ）
- SHELLY

第2期（2013年6 - 8月）
- 富澤たけし（サンドウィッチマン）
- 小峠英二（バイきんぐ）
- 川島明（麒麟）
- 今野浩喜（キングオブコメディ）
- 藤森慎吾（オリエンタルラジオ）
- 白鳥久美子（たんぽぽ）
- 菊地亜美（アイドリング!!!）

第3期（2013年9・10月）
- 陣内智則
- 庄司智春（品川庄司）
- 岩尾望（フットボールアワー）
- 浜谷健司（ハマカーン）
- 益子卓郎（U字工事）
- 近藤春菜（ハリセンボン）
- 小野恵令奈

第4期（2013年11・12月）
- 加藤歩（ザブングル）
- 秋山竜次（ロバート）
- 井上裕介（NON STYLE）
- 狩野英孝
- 澤部佑（ハライチ）
- 近藤くみこ（ニッチェ）
- 足立梨花

第5期（2014年1 - 3月）
- 小島よしお
- 板倉俊之（インパルス）
- 黒瀬純（パンクブーブー）
- 金田哲（はんにゃ）
- コカドケンタロウ（ロッチ）
- バービー（フォーリンラブ）
- 原幹恵

第6期（2014年4 - 7月）
- 第1期と同じメンバー。

第7期（2014年8 - 11月）
- 加藤歩（ザブングル）
- コカドケンタロウ（ロッチ）
- 浜谷健司（ハマカーン）
- 川島明（麒麟）
- 井上裕介（NON STYLE）
- 白鳥久美子（たんぽぽ）
- 菊地亜美（アイドリング!!!）

第8期（2014年12月 - 2015年3月）
- 庄司智春（品川庄司）
- 小峠英二（バイきんぐ）
- 板倉俊之（インパルス）
- 益子卓郎（U字工事）
- 金田哲（はんにゃ）
- バービー（フォーリンラブ）
- 足立梨花

第9期（2015年4 - 5月）
- あばれる君
- 木下隆行（TKO）
- 西野亮廣（キングコング）
- 藤森慎吾（オリエンタルラジオ）
- 中岡創一（ロッチ）
- 川村エミコ（たんぽぽ）
- 中村静香

第10期（2015年6 - 7月）
- 伊達みきお（サンドウィッチマン）
- 田中卓志（アンガールズ）
- 秋山竜次（ロバート）
- 石田明（NON STYLE）
- 長谷川忍（シソンヌ）
- やしろ優
- 川島海荷（9nine）

第11期（2015年10 - 12月）
- 川島明（麒麟）
- 浜谷健司（ハマカーン）
- バービー（フォーリンラブ）
- SHELLY
- とにかく明るい安村
- 斉藤慎二（ジャングルポケット）
- 濱口優（よゐこ）

第12期（2016年1 - 3月）
- 江上敬子（ニッチェ）
- 板倉俊之（インパルス）
- 小峠英二（バイきんぐ）
- 向井慧（パンサー）
- 吉村崇（平成ノブシコブシ）
- 中村昌也
- 岡本玲

第13期（2016年4 - 5月）
- 木下隆行（TKO）
- 藤森慎吾（オリエンタルラジオ）
- 白鳥久美子（たんぽぽ）
- 秋山竜次（ロバート）
- 足立梨花
- コカドケンタロウ（ロッチ）
- ウエンツ瑛士

第14期（2016年6 - 8月）
- 田中卓志（アンガールズ）
- 井上裕介（NON STYLE）
- バービー（フォーリンラブ）
- 斉藤慎二（ジャングルポケット）
- 濱口優（よゐこ）
- 須賀健太
- 壇蜜

### 声の出演
- 石塚運昇（ - 2016年3月）
- 山崎和佳奈（ - 2016年3月）
- 浅野真澄（2016年4月 - ）
- 三上枝織（2016年4月 - ）

### 構成スタッフ
構成
樅野太紀、酒井義文、柏木克紀、楠田信行、長谷川優、ビル坂恵、谷口マサヒト、板倉輝

#### 過去
構成
山口トンボ、堀江B面、玉造紫乃

## 笑けずり
オーディションで選ばれ富士山麓は本栖湖畔のペンションに集められた若手お笑い芸人たちが、3週間のネタ作り合宿を行い、「日本一面白い無名芸人」を決めるドキュメンタリー風バラエティ番組。各話は参加者たちの共同生活、来訪する講師役の先輩芸人による「授業」と「課題」の発表、その課題に従ったネタを発表する「生き残りお笑いライブ」から成り、その結果によって1話ごとに1組が脱落して（削られて）、その時点でペンションから立ち去ることとなる。最後まで残った3組はシーズン最終回の双方向・生放送に出演し、視聴者投票で選ばれた優勝者にはNHK地上波放送での番組出演権が与えられる。
出演者のうち、1stシーズンで「ダイキリ」として出演した宮下聡はコンビ解散後、ピン芸人「ひょっこりはん」として2018年にブレイク、ぺこぱは2019年の『M-1グランプリ』で決勝に進出、最終決戦まで進んで3位となった。またAマッソも番組終了後に新設された女性芸人限定の賞レース『THE W』で2020年と2021年の2回に渡って決勝進出を果たし、エッセイの出版やラジオ番組のレギュラーなどで活躍の場を広げた。アルドルフとして出演した小野竜輔はコンビ解散後、野澤輸出とのコンビ「ダイヤモンド」として2022年の『M-1グランプリ』で決勝に進出。
2ndシーズンの出演者では、ハナコは2018年の『キングオブコント』、オダウエダは2021年の『THE W』でそれぞれ優勝を果たし、男性ブランコも2021年の『キングオブコント』で決勝進出、最終決戦で同点準優勝という成績を残した（なおこの年の優勝者は、2ndシーズンの最終オーディションで落選となった空気階段である）。男性ブランコは、2022年の『M-1グランプリ』でも決勝に進出した。
一方、 いらんいらん、天然ピエロ、アルドルフ、ダイキリ、オレンジサンセット（以上1stシーズン）、さくらエビ、キャットストリート、チャモロ、おべんとばこ、ラ・ラベスト、あがすけ（以上2ndシーズン）は出演後に解散している。このうち、オレンジサンセットは｢新オレンジサンセット→なかよしビクトリーズ｣として再結成後再び解散、おべんとばこは解散後にメンバーの中川浩太が名前を引き継いでピン芸人として活動（バカリズムと同じパターン）した後、かつての相方の奥村うどん（元スタンダップコーギー）とのコンビ「オンリー2」を再結成している。

### 爆笑ファクトリーハウス 笑けずり
2015年放送。250組の漫才師の中から選ばれた9組の若手芸人が19日間の合宿を行った。本項では便宜上当番組を「シーズン1」とする。
出演者
合宿の司会進行
- 青井実（NHKアナウンサー）
- 有働由美子（フリーアナウンサー）

参加者
- いらんいらん - 合宿初日、参加者同士の記名投票により脱落（第1回放送）。
- 天然ピエロ - 合宿5日目の「生き残りお笑いライブ」にて脱落（第2回放送）。
- アルドルフ - 合宿9日目の「生き残りお笑いライブ」にて脱落（第3回放送）。
- ダイキリ - 合宿12日目の「生き残りお笑いライブ」にて脱落（第4回放送）。
- こゝろ - 合宿16日目の「生き残りお笑いライブ」にて脱落（第5回放送）。
- オレンジサンセット - 合宿18日目の「生き残りお笑いライブ」にて脱落（第6回放送）。
- ぺこぱ - スタジオ・生放送の準決勝にて敗退（最終回）。
- Aマッソ - スタジオ・生放送の決勝にて敗退（最終回）。
- ザ・パーフェクト - 優勝。

スタジオパート
- 尾上松也 - ナビゲーター
- 足立梨花、ホラン千秋、おのののか（第1回 - 第3回・最終回）、浅田舞（第4回 - 第6回） - ゲスト

ナレーション
- 池田秀一

| 回                 | 1                    | 2                             | 3                                         | 4                                  | 5                                | 6                                          | 7      | 7    |
| 回                 | 1                    | 2                             | 3                                         | 4                                  | 5                                | 6                                          | 準決勝 | 決勝 |
| ------------------ | -------------------- | ----------------------------- | ----------------------------------------- | ---------------------------------- | -------------------------------- | ------------------------------------------ | ------ | ---- |
| 講師 兼 審査員     |                      | 中川家                        | 笑い飯                                    | 千鳥                               | バイきんぐ                       | サンドウィッチマン                         |        |      |
| 審査員             | （参加者同士の投票） | 石田明                        | 倉本美津留 水道橋博士                     | 田中直人 岩井勇気                  | 倉本美津留 板倉俊之              | 倉本美津留 水道橋博士 トレンディエンジェル |        |      |
| 審査員             | （参加者同士の投票） | 松井修平（NHKプロデューサー） |                                           |                                    |                                  |                                            |        |      |
| テーマ             | （なし）             | つかみを意識した夏の漫才      | 誰ともかぶらない漫才 聞いたことが無い漫才 | いつもよりツッコミが生きている漫才 | ベタだがベタに見えないコント漫才 | 賞レースで勝てる漫才                       |        |      |
| ザ・パーフェクト   |                      | 2位                           | 2位                                       | 1位                                | 2位                              | 2位                                        | 2位    | 1位  |
| Aマッソ            | 1票                  | 1位                           | 1位                                       | 4位                                | 4位                              | 1位                                        | 1位    | 2位  |
| ぺこぱ             |                      | 4位                           | 4位                                       | 3位                                | 1位                              | 3位                                        | 3位    |      |
| オレンジサンセット |                      | 6位                           | 3位                                       | 5位                                | 3位                              | 4位                                        |        |      |
| こゝろ             |                      | 3位                           | 5位                                       | 2位                                | 5位                              |                                            |        |      |
| ダイキリ           |                      | 5位                           | 6位                                       | 6位                                |                                  |                                            |        |      |
| アルドルフ         |                      | 7位                           | 7位                                       |                                    |                                  |                                            |        |      |
| 天然ピエロ         | 3票                  | 8位                           |                                           |                                    |                                  |                                            |        |      |
| いらんいらん       | 5票（脱落）          |                               |                                           |                                    |                                  |                                            |        |      |

#### 笑けずり シーズン2 直前SP
下記のシーズン2初回の前週の同時間帯（2016年8月26日午後10時台）に放送。シーズン1の総集編および参加者たちのその後が放送され、上位進出コンビの活躍と天然ピエロ、アルドルフ、ダイキリ、オレンジサンセットの解散などが報じられた。

### 笑けずり シーズン2〜コント編〜
漫才師のみであった前年と異なり、コント編と銘打って若手コント芸人が集められた。222組の若手芸人が事前オーディションにより絞られ、16組で抜き打ちの最終オーディションを実施（第1回放送）。審査結果上位の8組が合格者となり、前年と同じ本栖湖畔のペンションにて合宿生活を行った。
出演者
合宿の司会進行
- 佐藤俊吉（NHKアナウンサー）

参加者
- レイトブルーマー - 合宿4日目の「生き残りお笑いライブ」にて脱落（第2回放送）。
- さくらエビ - 合宿7日目の「生き残りお笑いライブ」にて脱落（第3回放送）。
- マンマーレ - 合宿10日目の「生き残りお笑いライブ」にて脱落（第4回放送）。
- 男性ブランコ - 合宿14日目の「生き残りお笑いライブ」にて脱落（第5回放送）。
- ハナコ - 合宿20日目の「生き残りお笑いライブ」にて脱落（第6回放送）。
- おべんとばこ - スタジオ生放送の準決勝にて敗退・第3位（最終回）。
- オダウエダ - スタジオ生放送の決勝にて敗退・準優勝。
- マスオチョップ - 優勝
  - なお第1回放送分にて「最終オーディション」の模様が紹介され、8組（あがすけ、チャモロ、キャットストリート、ラ・ラベスト、アグリー、隣人13号、マロンフェスタ、空気階段）が脱落した。

講師
- ロバート（第2回）、サンドウィッチマン（第3回）、シソンヌ（第4回）、ジャルジャル（第5回）、千原ジュニア（千原兄弟）（第6回）

審査員
- 倉本美津留（審査員長）、水道橋博士（浅草キッド）、木下隆行（TKO） 、板倉俊之（インパルス）、田中卓志（アンガールズ）、小峠英二（バイきんぐ）、飯尾和樹（ずん）、小沢一敬（スピードワゴン）、松井修平（NHKプロデューサー）

第1回での最終オーディションの審査員
- ロバート、シソンヌ、千原ジュニア（千原兄弟）

スタジオパート
- 尾上松也 - ナビゲーター
- 足立梨花、ホラン千秋、田中みな実、徳井青空（第3回 - ）、若旦那（湘南乃風）（第5回） - ゲスト

| 回               | 1                                        | 2                                                         | 3                                | 4                                                       | 5                                | 6                    | 7      | 7    |
| 回               | 1                                        | 2                                                         | 3                                | 4                                                       | 5                                | 6                    | 準決勝 | 決勝 |
| ---------------- | ---------------------------------------- | --------------------------------------------------------- | -------------------------------- | ------------------------------------------------------- | -------------------------------- | -------------------- | ------ | ---- |
| 講師 兼 審査員   |                                          | ロバート                                                  | サンドウィッチマン               | シソンヌ                                                | ジャルジャル                     | 千原ジュニア         |        |      |
| 審査員           | ロバート シソンヌ 千原ジュニア           | 板倉俊之                                                  | 木下隆行                         | 水道橋博士 板倉俊之                                     | 飯尾和樹 田中卓志                | 小峠英二 小沢一敬    |        |      |
| 審査員           | 倉本美津留 松井修平（NHKプロデューサー） |                                                           |                                  |                                                         |                                  |                      |        |      |
| テーマ           |                                          | 出来るだけ早く引きずり込む オリジナリティーあふれるコント | 自分たち｢っぽさ｣を生かしたコント | 魅力的でリアリティーのあるキャラ が生かされているコント | お題｢驚くべき日曜日｣で作るコント | テーマ｢自由｣なコント |        |      |
| マスオチョップ   |                                          | 6位                                                       | 5位                              | 2位                                                     | 4位                              | 2位                  | 2位    | 1位  |
| オダウエダ       |                                          | 4位                                                       | 4位                              | 1位                                                     | 3位                              | 1位                  | 1位    | 2位  |
| おべんとばこ     |                                          | 7位                                                       | 3位                              | 3位                                                     | 2位                              | 3位                  | 3位    |      |
| ハナコ           |                                          | 1位                                                       | 2位                              | 5位                                                     | 1位                              | 4位                  |        |      |
| 男性ブランコ     |                                          | 5位                                                       | 1位                              | 4位                                                     | 5位                              |                      |        |      |
| マンマーレ       |                                          | 3位                                                       | 6位                              | 6位                                                     |                                  |                      |        |      |
| さくらエビ       |                                          | 2位                                                       | 7位                              |                                                         |                                  |                      |        |      |
| レイトブルーマー |                                          | 8位                                                       |                                  |                                                         |                                  |                      |        |      |